# A Day Before Tomorrow
A Day Before Tomorrow es un documental de la banda finlandesa Nightwish.
Corresponde a un bonus del DVD End of an Era, lanzado en junio de 2006. Durante el documental se puede ver lo transcurrido en los 15 días previos al gran show que tuvo lugar en el Hartwall Areena. Adicionalmente, se puede escuchar la versión orquestal de «Kuolema tekee taiteilijan».
En este documental se puede observar a la banda antes de dar su concierto de fin de gira del disco Once. El documental presenta los 3 lugares donde la banda tocó antes del Magno Show en  el Hartwall Areena de Helsinki.
Los lugares que la banda visitó son:
La Ciudad de México, São Paulo y Porto Alegre Brasil, en América, al regresar a Europa, se muestran escenas en Holanda y en Finlandia.